# Prestiž
 Ovo je glavno značenje pojma Prestiž. Za istoimeni film iz 2006. godine pogledajte Prestiž (2006.).
Prestiž (iz francuskog prestige što znači “ugled” ili “značaj”; iz latinskog praestigium “predznak” i praestigiae “predstava”) se u glavnom koristi za opis značaja, reputacije osoba, mjesta, predmeta, institucije ili skupine ljudi ili predmeta u javnosti jednog okruga ili u okolini jedne kulture. Riječ “prestige” usko je povezanan s pojmom status.
Prestiž je jedan od faktora tzv. kulturoloških resursa. Općenito značenje ovisi o povijesnom kontekstu i osobi koja rabi riječ.